# Bloomsbury Square
Bloomsbury Square es una plaza ajardinada situada en Holborn, Camden, Londres. Construida a finales del siglo xvii, inicialmente se llamó Southampton Square y fue una de las primeras plazas de Londres. A principios del siglo xix, la Bedford House, situada en el lado norte de la plaza, fue demolida y sustituida con terraced houses diseñadas por James Burton.

## Geografía
Al norte de la plaza está Great Russell Street y Bedford Place, que conduce a Russell Square. Al sur está Bloomsbury Way. Al oeste está el Museo Británico y Holborn es la estación de metro más cercana, al sureste de la plaza. Hay jardines en el centro de la plaza.

## Historia

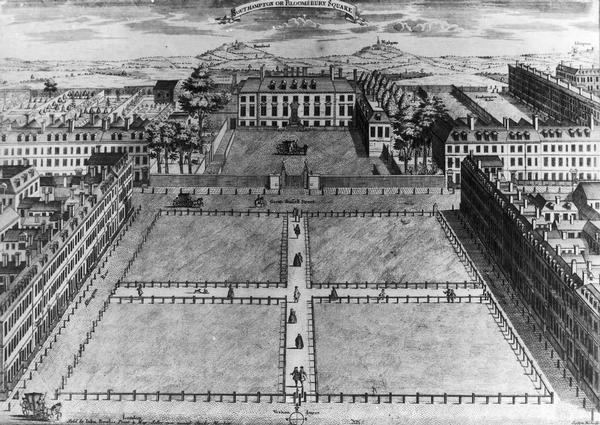
Bloomsbury Square y Bedford House mirando hacia el norte en torno a 1725.

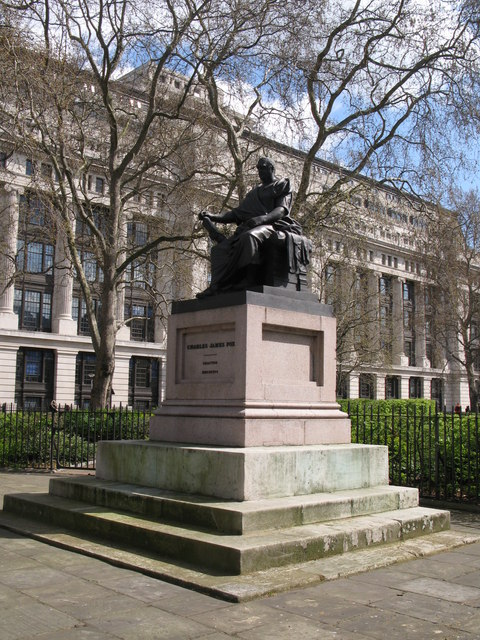
Estatua de Charles James Fox en Bloomsbury Square.

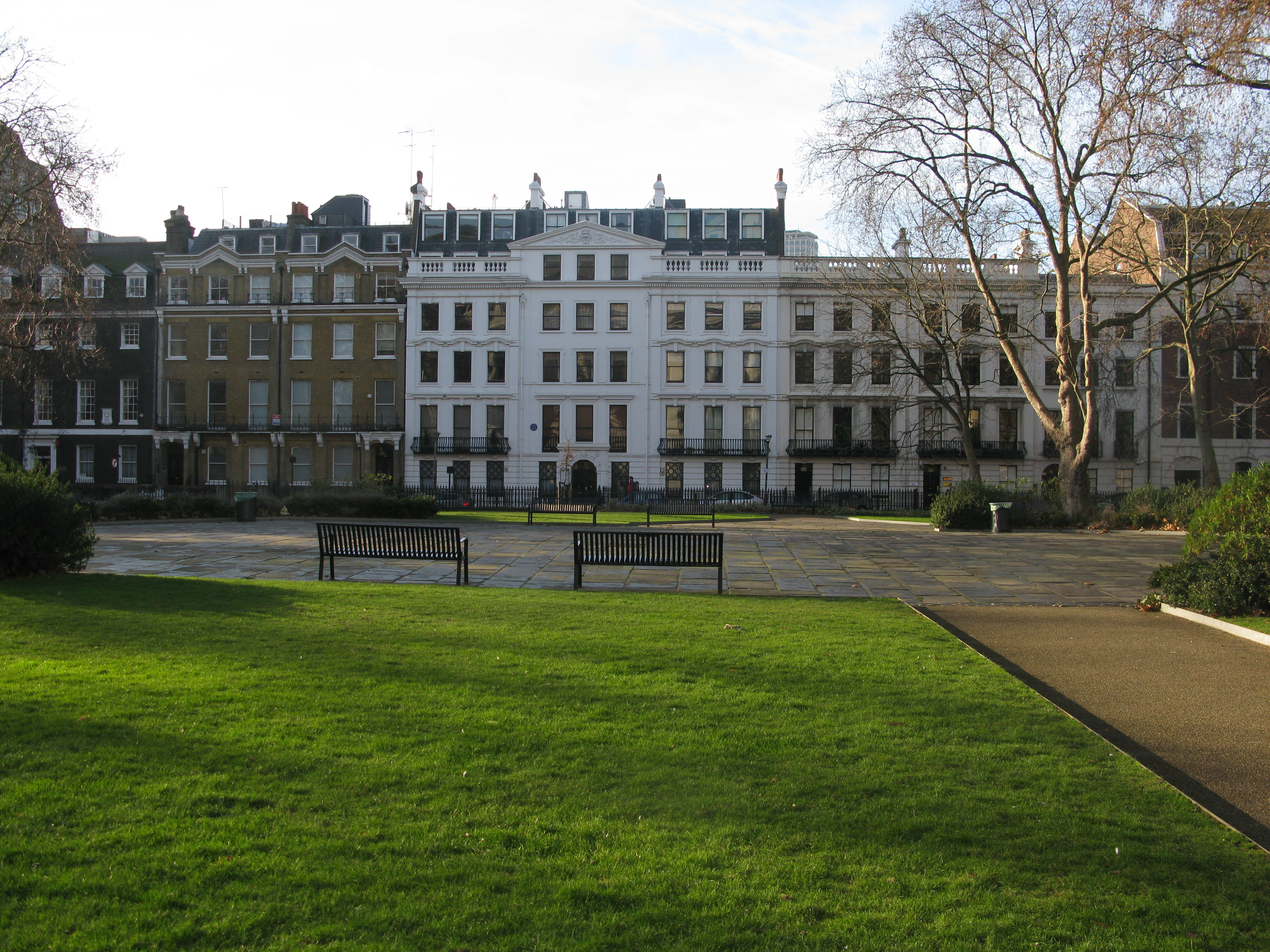
El lado oeste de Bloomsbury Square en 2008.

La plaza fue construida para el cuarto conde de Southampton a principios de la década de 1660 y se llamó inicialmente Southampton Square. Fue una de las primeras plazas de Londres. La casa del conde, conocida entonces como Southampton House y llamada posteriormente Bedford House cuando la plaza y el resto del Bloomsbury Estate pasó mediante matrimonio de los condes de Southampton a los duques de Bedford, ocupaba todo el lado norte de la plaza, donde se encuentra actualmente Bedford Place. En los otros lados había las típicas terraced houses de la época, que fueron ocupadas inicialmente por miembros de la aristocracia y la burguesía.
El 9 de abril de 1694, Bloomsbury Square fue el escenario de un infame duelo. El economista y financiero escocés John Law, que tenía entonces veintitrés años, se batió con Edward Beau Wilson, matándolo con un solo pase de su espada. Law fue condenado por asesinato y sentenciado a muerte, pero escapó de su celda y más tarde fue el fundador de la Compañía del Misisipi y el primer ministro de facto de Francia.
A principios del siglo xix, Bloomsbury dejó de ser considerada elegante entre la clase alta. Como consecuencia, en esa época el duque de Bedford se marchó de Bedford House, que fue demolida y sustituida con más terraced houses. En el siglo xix la plaza estaba ocupada principalmente por profesionales de clase media. El escritor Isaac D'Israeli vivió en el número 6 desde 1817 hasta 1829 y durante parte de ese tiempo su hijo, el futuro primer ministro Benjamin Disraeli, vivió junto a él. En el siglo xx muchos de los edificios de la plaza pasaron a ser usados como oficinas.
El jardín de Bloomsbury Square contiene una estatua de bronce de Richard Westmacott de Charles James Fox, que fue un whig aliado de los duques de Bedford. No se conserva ninguno de los edificios originales del siglo xvii, pero hay muchas casas elegantes de los siglos xviii y principios del xix. La Royal Pharmaceutical Society of Great Britain tenía su sede en un edificio del siglo xviii situado en el lado sur de la plaza y atribuido parcialmente a John Nash. El lado este de la plaza está ocupado por un gran edificio de oficinas de principios del siglo xx llamado Victoria House, construido para la Liverpool Victoria Friendly Society, que lo ocupó durante muchas décadas. El jardín de la plaza está abierto al público y fue renovado en 2003.
El jardín está catalogado con grado II en el Registro de Parques y Jardines Históricos de Inglaterra.

## En la cultura popular
- El segundo movimiento de la sinfonía número dos (A London Symphony) de Vaughan Williams representa Bloomsbury Square on a November Afternoon («Bloomsbury Square en una tarde de noviembre»).[6]
- En el musical Oliver!, Mr. Brownlow vive en Bloomsbury Square, mientras que en la novela en la que se basa el musical, Oliver Twist de Charles Dickens, vive en Pentonville.